# 万安暴动
万安暴动，发生在中国江西省万安县，是第一次国共内战前期双方争夺地盘的战争之一，交战双方为中国共产党领导的工农革命军和中华民国及中国国民党领导的国民革命军，这场战争也被认定为中央苏区成立的奠基战役之一。
该战役对于中国共产党有较为重要的意义，中共攻克万安县城后在当地成立了万安县苏维埃政府，为后续中共在农村领导的武装暴动提供了重要经验。但由于国军后期迅速强力反攻，县城的苏维埃政权只存在了不到一个月就被瓦解。

## 背景
1927年七一五事变后，武汉国民政府与中国共产党决裂，国民政府派清党军占领万安县城。中共万安县委被迫转移至罗塘乡至善小学办公，中共附属组织（如農會、工会）也随部转移至农村。8月1日中共发动南昌起义，其后中共万安县委和上级组织一度失联。8月下旬，县委到南昌向中共江西省委汇报工作，一个月后带回省委关于八七会议和即将进行秋收暴动的指示。中共江西省委特派员曾天宇和万安县委书记张世熙等人召开党代会，开始计划万安暴动。
其后，江西省委、赣西特委又先后派代表到万安，在罗塘乡召开会议，认为万安的群众基础较适合配合中共暴动，并指示当地县委要在赣西地区先行举行暴动，史称“罗塘会议”或“村背会议”。

## 军事编制

### 国军方面
其时驻守万安县城的军团是国民党赣军的“清党军”，由刘士毅领导，从属于赖世璜部。第一次攻打万安城前，赖世璜的赣军被收编为国军第十四军。万安县城被攻克后，国军调集第三十一军自泰和攻击万安苏区政权。

### 红军方面
罗塘会议决议，将中共赣西特委下属的曾天宇、张世熙等人组成万安行动委员会，作为领导万安暴动的指挥机构，曾天宇任行委委员长，曾天宇、张世熙和肖素民三人组成参谋部。行动委员会将全县红军分为三路纵队（第四次攻城时为四路）：

#### 第一纵队
总指挥张世熙，由万安县城和蕉源、剡溪、窑头等村农军组成，负责主攻东门；

#### 第二纵队
总指挥刘兴汉，由韶口、高波、白士和上宏等地的农军组成，负责主攻北门；

#### 第三纵队
总指挥刘光万，由百加、罗塘、路田等地的农军组成，负责警戒西门和芙蓉门，并协攻北门。

#### 第四纵队
总指挥张芳惠，该纵队为第四次攻城时增编，由良口的农军组成，负责主攻南门，并警戒逃出南门的国军。

## 经过

### 前奏
罗塘会议后，中共万安县委书记张世熙发动政治动员大会，将农会的1.4万余人编组成立万安县工农革命军，组织农军干部培训，同时动员农民上交废铁以用于铸造土枪土炮。
1927年11月，万安县委再次进行政治动员大会，兰田村率先爆发“兰田暴动”，其后窑头、潞田、剡溪、茅坪等村的农民在中共领导下先后举行暴动，到11月底，中共已经完全控制万安农村地区。

### 第一次攻城
1927年11月中旬，江西省政府委派南昌市公安局长李思愬到赣州收编赖世璜的国军第十四军残部。李乘军舰路过罗塘时，受到当地农军突袭，被夺去四支枪。收编结束后，李在十四军一个连的护送下路过此地，意欲追究回枪支，派出30余人到至善小学搜查。搜查者见到校内贴满共产党的政治标语，立即向李思愬报告，李思愬获悉后准备翌日到赣州向上级汇报。其时共青团江西省委书记吴季冰恰好在罗塘指导工作，获悉此事后，吴认为可以在此时攻城，遂立即与曾天宇开始部署准备攻城。
罗塘乡地处赣江西岸，对岸距离县城城关不到10里的距离。11月19日晚，万安农军渡过赣江，到万安县城周围集结，并分三路向县城出发。抵达县城后，第二纵队在城下发起进攻，守城国军发现后将他们击退到瓦屋村；第三纵队赶到后参与掩护作战，直至20日清晨第一纵队赶到。
三路军队汇合后，与守城军队展开了激烈的战斗，但因双方力量悬殊，加之农军攻城经验不足，农军最终败退。李思愬部撤回赣州后，增派了一个连到万安以协助守城的刘士毅。农军撤回罗塘后，则继续操练和准备武器，准备再次攻城。

### 第二次攻城
第一次攻城未果后，应中共泰和区委康纯的请求，万安红军协助泰和红军参与了泰和三十都暴动，缴获了大量武器辎重，释放了国民政府逮捕的共产党员和亲共群众。中共江西省委宣传部长宛希俨来万安召开赣西南紧急会议后，将万安县委改组，行动委员会建制也被裁撤，暴动事宜由县委直接管辖。
12月8日，李思愬再次在国军第十四军两个连的护送下自赣州去南昌，途径万安时被农军发现，县委认为这两个连还会返回，遂决定再次部署攻城。24日，护送李思愬的士兵自赣州返回万安的途中被农军发现并截击，随后很快聚起包括康纯率领前来协助的泰和五区农军在内的数千人追击两连军队，国军逃到城中闭门死守，在悬殊的火力下农军损失30余人，仍然未能取得优势攻破县城，县委为避免造成太大损失，便劝说康纯撤军，第二次攻城宣告失败。

### 第三次、第四次攻城
1927年12月31日，红军第三次对万安县城发起攻击，出动了八千多人，还出动了大量枪炮。但因红军的一部分纵队未能及时赶到使得总攻无法按时发起，国军援军又及时到来，红军依旧未能攻克县城。其时，组建起井冈山革命根据地的毛泽东获悉了万安暴动三攻不克的消息，派人去信中共万安县委，问是否需要毛泽东军队的协助：
万安负责同志：泽东于十月间集合秋收起义部队来到井冈山，目前还在井冈山略加整理。风闻万安工作同志热情甚高，甚为钦佩，但闻几度攻城未下，是否要派些武装去协助，希望复函详答。——毛泽东
接到信件后，万安县委经过商议，决定由中共中央长江局特派员余球代表县委执笔回信毛泽东，请求他攻打遂川县，以配合万安的行动。毛泽东和他人商议后同意了该计划，于1928年1月5日派军队与遂川农军一同攻克了遂川县。
遂川被攻克后，守城的国民革命军第三军工兵连逃往万安，曾天宇派人在横岭伏击重创了工兵连。9日，万安县委率4万余人，分四路纵队向县城发动第四次进攻，最终将县城攻克，刘士毅部经历较大伤亡后弃城逃往赣州。

## 后续
万安县城被攻克之后，在中共万安县委的领导下，万安建立了苏维埃工兵政府，雇工出身的刘光万被推举为苏维埃政府主席。万安县苏维埃政府也是中国共产党在江西省建立的第一个县级苏维埃政府。
国军获悉万安失守后，派出三十一军反攻万安，于2月自吉安、赣州两个方向围剿万安红军，为保存实力，万安红军撤出县城，3月5日曾天宇在万安被国军围困后自杀。9月上旬陈毅率军到万安，万安县委遂再次组织攻城，但因计划泄露而失败。在接下来的几年里，红军又于1930年5月30日和同年8月两次攻克县城。